# Ливада (Вранча)
Ливада (рум. Livada) насеље је у Румунији у округу Вранча у општини Мера. Oпштина се налази на надморској висини од 307 m.

## Становништво
Према подацима из 2002. године у насељу је живело 441 становника, од којих су сви румунске националности.